# Sericostoma pyrenaicum
Sericostoma pyrenaicum là một loài Trichoptera trong họ Sericostomatidae. Chúng phân bố ở miền Cổ bắc.